# Confederacy of Ruined Lives
Confederacy of Ruined Lives è il quarto album in studio del gruppo sludge metal Eyehategod, pubblicato nel 2000 dalla casa discografica Century Media.

## Tracce
1. Revelation/Revolution – 4:18
2. Blood Money – 4:11
3. Jack Ass in the Will of God – 2:47
4. Self Medication Blues – 4:46
5. The Concussion Machine Process – 2:20
6. Inferior and Full of Anxiety – 3:19
7. .001% – 6:23
8. 99 Miles of Bad Road – 3:48
9. Last Year (She Wanted a Doll House) – 4:53
10. Corruption Scheme – 3:43

## Formazione
- Mike Williams - voce
- Jimmy Bower - chitarra
- Brian Patton - chitarra
- Danny Nick - basso
- Joey LaCaze - batteria